# Ivan Matvejevics Vinogradov
Ivan Matvejevics Vinogradov (Miloljub, Oroszország, 1891. szeptember 14. (a régi naptár szerint szeptember 2.)  – Moszkva, 1983. március 20.) szovjet matematikus, az analitikus számelmélet jeles kutatója.

## Élete
A Szentpétervári Egyetemen 1914-ben végzett. 1918-tól 1920-ig a Permi Egyetemen tanított, azután a Leningrádi Műszaki Főiskola (ma Szentpétervári Műszaki Egyetem) matematikaprofesszorává nevezték ki. 1925-től a Leningrádi (ma Szentpétervári) Állami Egyetem számelmélet tanszékét is vezette. 1932-ben lett a Szovjet Tudományos Akadémia matematikai intézetének igazgatója, 1934-ben pedig a Moszkvai Állami Egyetem matematikaprofesszora.

## Legfontosabb kutatásai
Bebizonyította, hogy minden elegendően nagy páratlan szám előállítható három páratlan prímszám összegeként, és ezzel részben igazolta a Goldbach-sejtést.
Az „elég nagy” azt jelenti, hogy létezik olyan N szám, amelynél nagyobb páratlan számra már igaz az állítás. Vinogradov bizonyításában megadott egy alkalmas N-et, ez azonban a számítási kapacitásokat messze meghaladta, így a sejtés bizonyítása ezzel még nem volt teljes. A következő évtizedekben különféle módszerekkel ezt az N-et lejjebb szorították, végül 2013-ban Harald Helfgott {\displaystyle 10^{300}} környékéről {\displaystyle 10^{30}} környékére hozta le, ameddig számítógéppel már ellenőrizhető volt a sejtés. (Összehasonlításképp: a látható univerzumban a részecskék számát {\displaystyle 10^{80}}környékére teszik.) A páros számokra vonatkozó Goldbach-sejtés belátására még a kezdeti lépések sem történtek meg.

## Vinogradov tétele
Legyen A egy pozitív egész szám. Ekkor
{\displaystyle r(N)={1 \over 2}G(N)N^{2}+O\left(N^{2}\log ^{-A}N\right),}
ahol
{\displaystyle r(N)=\sum _{k_{1}+k_{2}+k_{3}=N}\Lambda (k_{1})\Lambda (k_{2})\Lambda (k_{3})},
ismerve a von Mangoldt-féle függvényt {\displaystyle \Lambda }, és
{\displaystyle G(N)=\left(\prod _{p\mid N}\left(1-{1 \over {\left(p-1\right)}^{2}}\right)\right)\left(\prod _{p\nmid N}\left(1+{1 \over {\left(p-1\right)}^{3}}\right)\right).}

## Következtetés
Ha N páratlan, akkor G(N) hozzávetőleg 1, ezért {\displaystyle N^{2}=O\left(r(N)\right)} minden eléggé nagy N-re. Igazolható, hogy a prímhatványok járuléka {\displaystyle r(N)}-ben {\displaystyle O\left(N^{3 \over 2}\log ^{2}N\right)}, amiből
{\displaystyle N^{2}\log ^{-3}N=O\left({\hbox{hanyfelekeppen irhato fel N harom primszam osszegekent}}\right).}

## Főbb művei
- A trigonometriai összegzés módszere a számelméletben (1954; 2. kiadás: 1980)
- Bevezetés a számelméletbe (1955; 7. kiadás: 1965)

Összegyűjtött munkái 1953-ban jelentek meg oroszul.